# Europese kampioenschappen shorttrack 2018
De Europese kampioenschappen shorttrack 2018 werden van 12 tot en met 14 januari 2018 georganiseerd in de EnergieVerbund Arena te Dresden (Duitsland). Dit was het stadion waar in 2010 en 2014 het Europees kampioenschap werd gehouden.

## Medailles

### Mannen
| Onderdeel         | Goud | Goud                                                      | Zilver | Zilver                                                             | Brons | Brons                                                    |
| ----------------- | ---- | --------------------------------------------------------- | ------ | ------------------------------------------------------------------ | ----- | -------------------------------------------------------- |
| 500m              | NED  | Sjinkie Knegt                                             | RUS    | Viktor An                                                          | FRA   | Sébastien Lepape                                         |
| 1000m             | NED  | Sjinkie Knegt                                             | RUS    | Semjon Jelistratov                                                 | LAT   | Roberto Pukitis                                          |
| 1500m             | NED  | Sjinkie Knegt                                             | RUS    | Semjon Jelistratov                                                 | ISR   | Vladislav Bykanov                                        |
| 3000m superfinale | ISR  | Vladislav Bykanov                                         | FRA    | Thibaut Fauconnet                                                  | FRA   | Sébastien Lepape                                         |
| Klassement        | NED  | Sjinkie Knegt                                             | ISR    | Vladislav Bykanov                                                  | RUS   | Semjon Jelistratov                                       |
| Aflossing         | NED  | Daan Breeuwsma Dennis Visser Sjinkie Knegt Itzhak de Laat | RUS    | Denis Ajrapetjan Viktor An Semjon Jelistratov Alexander Sjoelginov | HUN   | Viktor Knoch Shaoang Liu Shaolin Sándor Liu Csaba Burján |

### Vrouwen
| Onderdeel         | Goud | Goud                                                                           | Zilver | Zilver                                                       | Brons | Brons                                                                  |
| ----------------- | ---- | ------------------------------------------------------------------------------ | ------ | ------------------------------------------------------------ | ----- | ---------------------------------------------------------------------- |
| 500m              | ITA  | Martina Valcepina                                                              | ITA    | Arianna Fontana                                              | RUS   | Sofia Prosvirnova                                                      |
| 1000m             | ITA  | Arianna Fontana                                                                | NED    | Suzanne Schulting                                            | GER   | Anna Seidel                                                            |
| 1500m             | ITA  | Martina Valcepina                                                              | NED    | Yara van Kerkhof                                             | HUN   | Sára Luca Bácskai                                                      |
| 3000m superfinale | RUS  | Sofia Prosvirnova                                                              | ITA    | Arianna Fontana                                              | NED   | Suzanne Schulting                                                      |
| Klassement        | ITA  | Arianna Fontana                                                                | ITA    | Martina Valcepina                                            | RUS   | Sofia Prosvirnova                                                      |
| Aflossing         | RUS  | Tatjana Borodoelina Jemina Malagitsj Sofia Prosvirnova Jekaterina Jefremenkova | HUN    | Bernadett Heidum Petra Jászapáti Andrea Keszler Zsófia Kónya | FRA   | Tifany Huot-Marchand Veronique Pierron Selma Poutsma Gwendoline Daudet |

## Eindklassementen

### Mannen
| #      | Schaatser          | Land      | Punten |
| ------ | ------------------ | --------- | ------ |
| Goud   | Sjinkie Knegt      | Nederland | 107    |
| Zilver | Vladislav Bykanov  | Israël    | 52     |
| Brons  | Semjon Jelistratov | Rusland   | 43     |
| 4      | Thibaut Fauconnet  | Frankrijk | 36     |
| 5      | Sébastien Lepape   | Frankrijk | 34     |
| 6      | Viktor An          | Rusland   | 29     |
| 7      | Roberto Pukitis    | Letland   | 19     |
| 8      | Tommaso Dotti      | Italië    | 12     |
| 9      | Denis Ajrapetjan   | Rusland   | 8      |
| 10     | Itzhak de Laat     | Nederland | 6      |

### Vrouwen
| #      | Schaatser                | Land      | Punten |
| ------ | ------------------------ | --------- | ------ |
| Goud   | Arianna Fontana          | Italië    | 84     |
| Zilver | Martina Valcepina        | Italië    | 70     |
| Brons  | Sofia Prosvirnova        | Rusland   | 49     |
| 4      | Suzanne Schulting        | Nederland | 41     |
| 5      | Yara van Kerkhof         | Nederland | 26     |
| 6      | Anna Seidel              | Duitsland | 21     |
| 7      | Sára Luca Bácskai        | Hongarije | 18     |
| 8      | Lara van Ruijven         | Nederland | 13     |
| 9      | Jekaterina Konstantinova | Rusland   | 9      |
| 10     | Jekaterina Jefremenkova  | Rusland   | 7      |

Malmö 1997 · 
Boedapest 1998 · 
Oberstdorf 1999 · 
Bormio 2000 · 
Den Haag 2001 · 
Grenoble 2002 · 
Sint-Petersburg 2003 · 
Zoetermeer 2004 · 
Turijn 2005 · 
Krynica Zdrój 2006 · 
Sheffield 2007 ·
Ventspils 2008 · 
Turijn 2009 · 
Dresden 2010 · 
Heerenveen 2011 · 
Mladá Boleslav 2012 · 
Malmö 2013 · 
Dresden 2014 · 
Dordrecht 2015 · 
Sotsji 2016 · 
Turijn 2017 · 
Dresden 2018 · 
Dordrecht 2019 · 
Debrecen 2020 · 
Gdańsk 2021 · 
Dresden 2022 · 
Gdańsk 2023 · 
Gdańsk 2024 · 
Dresden 2025